# 아보가드로 수
아보가드로 상수(영어: Avogadro constant)는 원자, 분자, 이온, 라디칼 등 입자수를 물질량과 관계짓는 비례상수로, 기호는 NA 또는 L이다. SI 단위로 나타내면, 아보가드로 상수는 정확히 6.02214076×1023 mol−1의 값을 가진다. 무차원 수인 6.02214076×1023을 아보가드로 수(영어: Avogadro number)라고 한다. 입자수 N, 물질량 n, 아보가드로 상수 NA에 대하여 {\displaystyle N=nN_{A}}가 성립한다.
물질량의 SI 단위인 몰(mole, 기호: mol)은 그동안 '탄소-12 12 g 속에 들어있는 원자의 물질량'으로 정의됐다. 하지만 2019년 몰의 기준도 탄소-12가 아니라 정확하게 정의된 아보가드로 상수 NA = 6.022 140 76 × 1023 mol−1로 재정의되었다.
이 물리 상수의 이름은 19세기 이탈리아의 과학자 아메데오 아보가드로를 딴 것이다. 장 바티스트 페랭이 이 이름을 처음 사용했다. 페랭은 이 수를 "아보가드로 상수"로 불렀다. 이 상수의 값은 1865년 요한 요제프 로슈미트가 이상 기체 법칙을 이용해 계산해 냈으며, 그래서 독일어 권에서는 이 값을 "로슈미트 수"라고 부르기도 한다. 로슈미트 수는 원래 1 cm3 내에 들어있는 입자 개수에 붙여진 이름이었다.
(또는 1기압, 0℃ 조건에서 22.4L의 이상 기체의 원자의 수)

## 같이 보기
- 몰의 날